# 35ª Divisione fucilieri delle guardie
La 35ª Divisione fucilieri delle guardie (in russo 35-я гвардейская стрелковая дивизия?, 35-ja gvardejskaja strelkovaja divizija) fu un'unità dell'Armata Rossa che venne costituita a partire da un reparto di truppe aviotrasportate, per partecipare, nell'estate del 1942, alla drammatica battaglia di Stalingrado. Dopo aver combattuto strenuamente, subendo perdite fortissime, nella prima fase della battaglia sugli accessi alla città e nel settore meridionale dell'area urbana, venne ritirata per essere ricostituita. Rientrò in azione durante la controffensiva sovietica dell'inverno 1942-43, distinguendosi nell'operazione Piccolo Saturno e soprattutto nella battaglia di Arbuzovka dove annientò le truppe italiane accerchiate. 
Dopo queste prime vittorie, la divisione rimase in azione fino al termine della guerra, inquadrata nella famosa 8ª Armata delle guardie, combattendo con successo prima nel settore meridionale del Fronte orientale e poi nel settore centrale. La 35ª Divisione delle guardie, partecipò con distinzione anche alla battaglia finale di Berlino. Combatté in questa divisione il tenente spagnolo Rubén Ruiz Ibárruri, figlio di Dolores Ibárruri, che venne mortalmente ferito combattendo valorosamente a Stalingrado.

## Storia
Nel quadro del programma d'emergenza di costituzione di nuove unità per compensare le enormi perdite subite dall'Armata Rossa nei mesi iniziali dell'operazione Barbarossa, Stalin e lo Stavka, il comando supremo sovietico, ordinarono nell'ottobre 1941 la formazione nella regione di Saratov, nel "Distretto militare del Volga", dell'8º Corpo d'armata paracadutisti. Questa nuova unità, di cui prese il comando il generale Vasilij Andreevič Glažkov, venne costituita con la 17ª, 18ª e 19ª Brigata aviotrasportata e fu trasferita nel gennaio 1942 nel "Distretto militare di Mosca" per proseguire l'addestramento senza prendere parte ai combattimenti dell'inverno e della primavera 1942.
Nell'estate del 1942 la situazione dell'Armata Rossa nel settore meridionale del Fronte orientale divenne critica; le forze tedesche avevano sferrato l'operazione Blu e le unità della 6. Armee del generale Friedrich Paulus avanzavano pericolosamente nella grande ansa del Don in direzione della città strategica di Stalingrado. Per fronteggiare la minaccia Stalin e il comando supremo ordinarono alla "Direzione centrale per la formazione dei reparti dell'esercito" di mobilitare il maggior numero di riserve possibile; di conseguenza anche le truppe scelte aviotrasportate furono progressivamente trasformate in divisioni fucilieri convenzionali ricevendo subito il titolo onorifico di unità "delle guardie". L'8º Corpo aviotrasportato fu una delle prime formazioni che venne attivata e trasformata nella 35ª Divisione fucilieri delle guardie; le tre brigate divennero il nucleo dei reggimenti della divisioni, il 100º, 101º e 102º reggimento fucilieri delle guardie. La nuova formazione, ufficialmente costituita su ordine di Stalin il 2 agosto 1942, dovette subito entrare in azione: il 5 agosto la 35ª Divisione delle guardie ricevette gli ordini di movimento per raggiungere la regione di Stalingrado entro il 12 agosto.

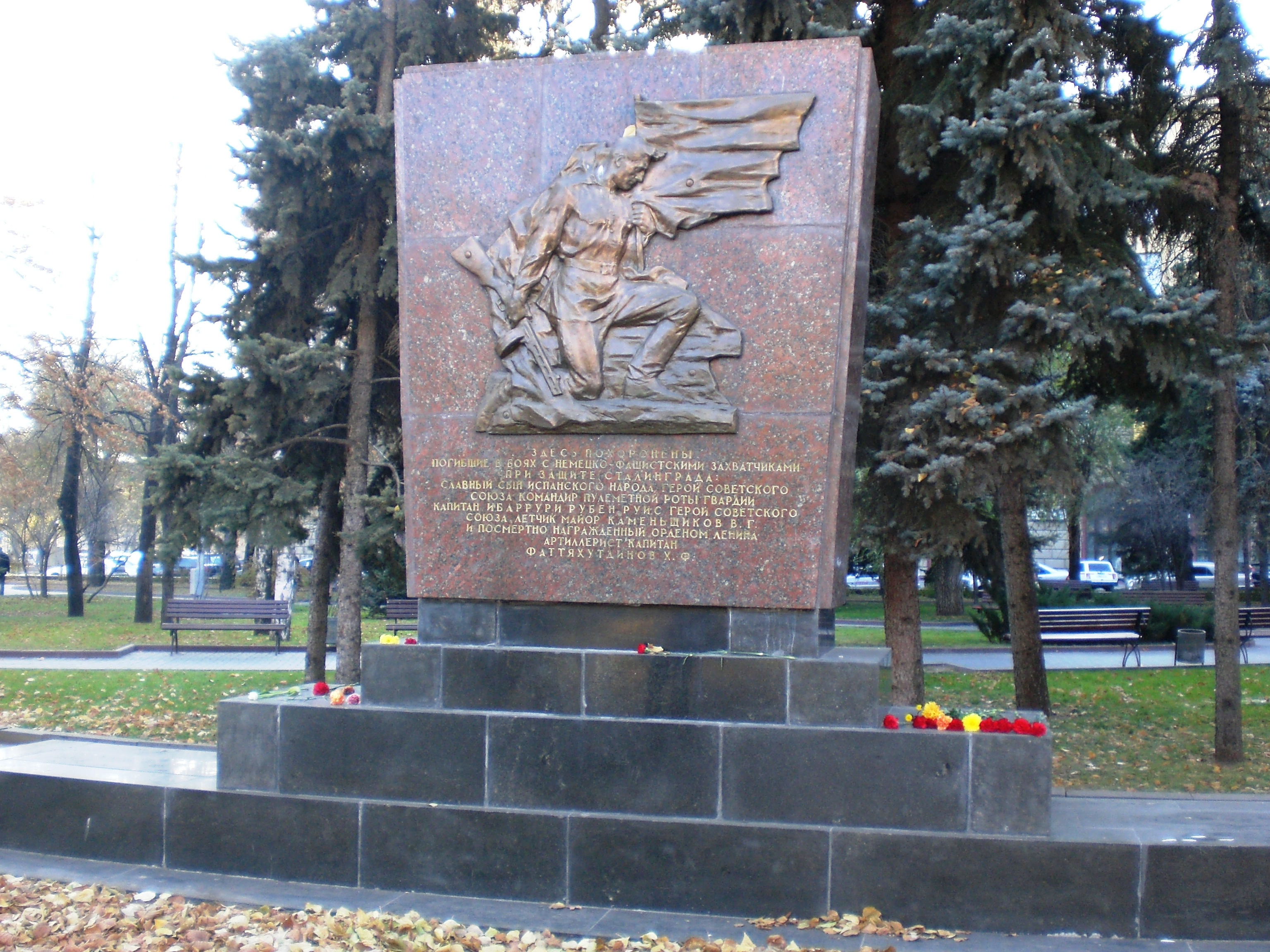
Il monumento a Volgograd dedicato alla memoria del tenente spagnolo Rubén Ruiz Ibárruri, caduto durante le prime fasi della battaglia di Stalingrado, combattendo nella 35ª Divisione delle guardie.

La divisione venne immediatamente coinvolta nei pesanti e cruenti combattimenti nella grande ansa del Don e sulle vie di accesso a Stalingrado, inserita inizialmente nella 57ª Armata e quindi nella 62ª Armata che era incaricata di difendere a tutti costi la città sul Volga. Le forze sovietiche combatterono accanitamente ma non riuscirono a bloccare l'avanzata tedesca; la 35ª Divisione delle guardie contrattaccò da nord a Kotluban, inquadrata nel "gruppo Kovalenko" nella terza settimana d'agosto, ma le truppe motorizzate tedesche raggiunsero ugualmente il Volga il 23 agosto. I ripetuti contrattacchi della 35ª Divisione da Kotluban verso sud per tagliare il "corridoio" tedesco fino al Volga non ebbero successo. Successivi combattimenti videro impegnata la divisione a ovest della città; i sovietici furono costretti a ripiegare lentamento verso l'area urbana; in queste drammatiche battaglie la divisione venne decimata, cadde mortalmente ferito, mentre guidava con grande coraggio una squadra di mitraglieri, anche il tenente spagnolo Rubén Ruiz Ibárruri, il figlio dell'attivista comunista Dolores Ibárruri.
Nella prima settimana di settembre la 35ª Divisione fucilieri dovette retrocedere lentamente verso il settore meridionale di Stalingrado e il sobborgo di Voroponovo; pur opponendo efficace resistenza, i reparti della divisione subirono continue perdite; il 7 settembre 1942 venne ucciso anche il comandante, maggior generale Glažkov, rimasto nel suo posto di comando fino all'ultimo dopo aver invano chiesto al comando supremo l'autorizzazione a evacuare il suo quartier generale prima che fosse travolto dall'avanzata tedesca. Il generale venne sostituito dal colonnello Vasilij Dubjanskij.
L'11 settembre 1942, alla vigilia della fase più violenta della battaglia nell'area urbana di Stalingrado, la 35ª Divisione delle guardie disponeva ancora di appena 454 soldati effettivi. Nei giorni seguenti i superstiti cercarono di difendere il settore meridionale della città a sud del fiume Tsaritsa; nonostante l'arrivo di due brigate di rinforzo, la situazione divenne subito estremamente difficile per i sovietici. I soldati della 35ª Divisione delle guardie difesero disperatamente i principali edifici e soprattutto un gruppo si barricò dentro il grande silo del grano e continuò a combattere a distanza ravvicinata per giorni senza rifornimenti di viveri e munizioni. Nella terza settimana di settembre i tedeschi riuscirono finalmente ad avere la meglio; il silo dovette essere abbandonato dai pochi sopravvissuti e i reparti della divisione furono autorizzati ad abbandonare il settore meridionale ormai indifendibile e ripiegare a est del Volga. I soldati attraversarono il fiume nella notte del 22-23 settembre mentre ufficialmente la 35ª delle guardie venne ritirata il 28 settembre 1942 e trasferita nelle retrovie per essere ricostituita. Nel corso dei sanguinosi combattimenti nella fase iniziale della battaglia di Stalingrado, la divisione perse oltre 9.000 soldati.

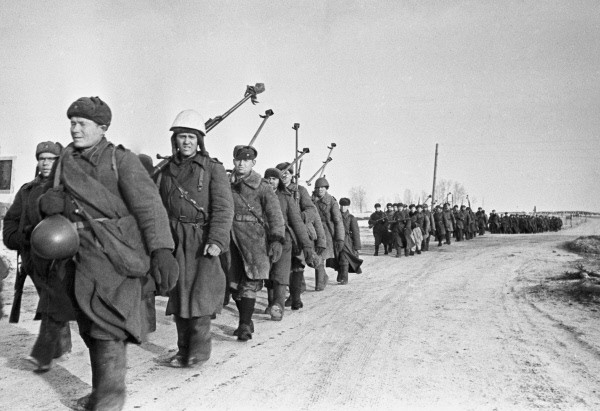
Soldati dell'Armata Rossa in marcia durante l'offensiva dell'inverno 1942-43.

Dal 4 ottobre 1942 i pochi soldati rimasti della 35ª Divisione delle guardie furono trasferiti per ferrovia nella regione di Jaroslavl' dove vennero aggregati alla 2ª Armata di riserva nel "Distretto militare di Mosca"; dopo pochi giorni tuttavia i reparti ricevettero l'ordine di movimento verso la regione di Saratov dove giunsero il 18 ottobre. La divisione venne assegnata al 4º Corpo fucilieri delle guardie dipendente dalla 1ª Armata delle guardie che era in fase di riorganizzazione per prendere parte alla grande controffensiva invernale dell'Armata Rossa in preparazione tra il Don e il Volga. Nelle settimane seguenti giunsero finalmente i nuovi effettivi di truppa e i quadri di comando che permisero di ricostituire completamente la 35ª Divisione delle guardie. La 1ª Armata delle guardie avrebbe dovuto costituire, secondo i piani dello Stavka, l'elemento principale della operazione Piccolo Saturno contro l'8ª Armata italiana schierata lungo il medio corso del Don e quindi la 35ª Divisione delle guardie prese parte ai movimenti di raggruppamento delle forze sovietiche fino alle previste posizioni di partenza dell'offensiva; il 1 dicembre i reparti della divisione furono scaricati dalle tradotte ferroviarie alla stazione di Khrenovaja nella regione di Voronež e quindi marciarono per oltre 120 chilometri fino all'area di stazionamento stabilita dai piani. Il 6 dicembre prese ufficialmente il comando della divisione il colonnello Ivan Jakovlevič Kalugin, mentre Emeljan Alekseevič Lisičkin, che aveva già preso parte ai combattimenti di Stalingrado e aveva dato prova di coraggio e determinazione, era il vicecomandante e commissario politico del reparto.
L'operazione Piccolo Saturno ebbe inizio il 16 dicembre 1942 e, dopo alcuni giorni di aspri combattimenti, provocò il crollo del fronte italiano sul Don; le truppe corazzate sovietiche avanzarono in profondità seminando il panico nei comandi di retrovia dell'Asse mentre la fanteria proseguì dietro le forze meccanizzate rastrellando il territorio ed eliminando le sacche di resistenza nemiche. La 35ª Divisione delle guardie entrò in campo il 19 dicembre nel secondo scaglione della 1ª Armata delle guardie e nei primi giprni avanzò verso sud-ovest in mezzo alla steppa innevata e ai resti in rotta degli eserciti dell'Asse; il compito della divisione non era facile; con i suoi tre reggimenti doveva annientare i residui gruppi nemici ed impedire la fuga delle confuse colonne italo-tedesche che cercavano disperatamente una via d'uscita dall'accerchiamento sovietico. Il 21 dicembre 1942 la divisione raggiunse in tempo l'area intorno al villaggio di Arbuzovka e riuscì ad organizzare una solida linea di sbarramento contro cui andarono ad urtare progressivamente i reparti in disgregazione del cosiddetto "blocco nord" italo-tedesco, costituito dai resti di tre divisioni italiane e della 298. infanterie-Division tedesca. La battaglia di Arbuzovka continuò fino al 25 dicembre e fu accanita e sanguinosa; i reggimenti della 35ª Divisione delle guardie annientarono in un succedersi di drammatici combattimenti la maggior parte dei gruppi italo-tedeschi; il fuoco dell'artiglieria della divisione fu particolarmente efficace contro le truppe nemiche ammassate nella conca di Arbuzovka.
A partire dal 23 dicembre molti reparti dell'Asse iniziarono ad arrendersi e il 25 dicembre le residue resistenze furono sopraffatte dai soldati della divisione, rinforzati l'ultimo giorno di battaglia dalle truppe della 44ª Divisione delle guardie. Il colonnello Kalugin diresse con abilità le sue truppe, molti soldati e ufficiali si distinsero ad Arbuzovka, in particolare il commissario Lisičkin che rimase ucciso nel corso degli scontri mentre cercava di convincere alla resa un gruppo di soldati nemici. La battaglia di Arbuzovka fu una grande vittoria per la 35ª Divisione fucilieri delle guardie; le truppe dell'Asse subirono la più pesante sconfitta dell'operazione Piccolo Saturno e solo una piccola parte delle colonne italo-tedesche riuscì ad uscire dalla cosiddetta "valle della morte" e proseguire verso Čertkovo. Secondo i dati ufficiali sovietici, le unità della divisione uccisero oltre 9.900 soldati e ufficiali italo-tedeschi, e catturarono 10.443 militari nemici. Tutti e tre i reggimenti contribuirono al successo: il 100º reggimento eliminò 2.665 soldati, catturò 1.473 prigionieri, distrusse due mezzi corazzati e raccolse 1000 fucili, 30 mitragliatrici e 55 automezzi. Il 102º reggimento uccise 2.790 soldati e catturò 4.100 prigionieri, 1.200 fucili e 234 automezzi; infine il 101º reggimento rivendicò di aver ucciso 1.937 soldati nemici, catturato 4.307 prigionieri, 8 cannoni, 2.000 fucili, e distrutto 3 mezzi corazzati e 30 automezzi.

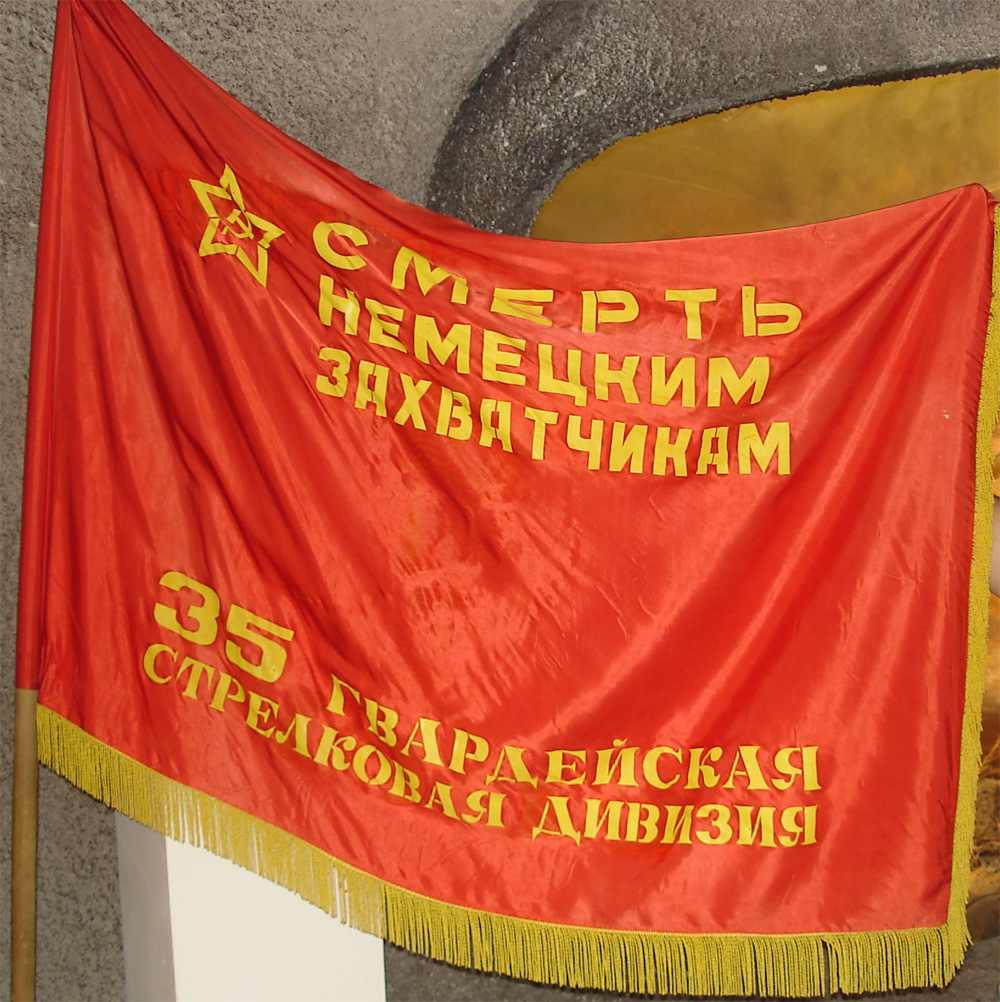
La bandiera di guerra della 35ª Divisione fucilieri delle guardie.

Dopo la conclusione delle operazioni ad Arbuzovka, la 35ª Divisione venne immediatamente diretta, insieme alla 41ª Divisione fucilieri delle guardie, a Čertkovo con la missione di conquistare rapidamente quella cittadina dove erano asserragliati i superstiti di quattro divisioni italiane e due divisioni tedesche. Le truppe dell'Asse tuttavia difesero accanitamente le loro posizioni intorno a Čertkovo e solo a metà gennaio la 35ª delle guardie riuscì, in collaborazione con altre tre divisioni sovietiche, a liberare il villaggio mentre una parte della guarnigione riuscì a fuggire rientrando nelle linee italo-tedesche.
Stalin e l'alto comando dell'Armata Rossa, dopo le grandi vittorie invernali, erano determinati a continuare ed estendere le offensive e quindi le unità sovietiche, compresa la 35ª Divisione delle guardie, ricevettero l'ordine di riprendere l'avanzata in direzione dell'Ucraina. La divisione ottenne nuovi, brillanti successi nel gennaio-febbraio 1943, partecipando alle operazioni nel Donbass (operazione Stella e operazione Galoppo): i reparti della 35ª delle guardie liberarono Starobel'sk, vecchio quartier generale del Gruppo d'armate del Don, superarono il Severskij Donec e l'11 febbraio 1943 entrarono nel nodo ferroviario di Lozovaja. Per la serie di continue vittorie la divisione ricevette alti riconoscimenti: l'Ordine della Bandiera rossa, assegnato ufficialmente il 23 giugno 1943, e il titolo onorifico di "Lozovskaja".
Alla fine di febbraio 1943 l'offensiva dell'Armata Rossa era ormai esaurita e i tedeschi contrattaccarono con successo nel Donbass e a Char'kov, riguadagnando parte delle posizioni perdute; la 35ª Divisione delle guardie venne finalmente ritirata nelle retrovie per essere riorganizzata e riequipaggiata. La divisione rientrò in combattimento nell'estate 1943 durante la grande marcia verso il Dnepr; i reparti furono coinvolti in pesanti battaglie soprattutto nel settore di Nikopol' dove i tedeschi mantennero per mesi una testa di ponte a est del grande fiume. Il 1 novembre 1943 la 35ª Divisione delle guardie ritornò a far parte, insieme agli altri reparti del 4º Corpo fucilieri delle guardie, della vecchia 62ª Armata di Stalingrado che dopo la vittoria aveva assunto il nome di 8ª Armata delle guardie e faceva parte del 3° Fronte ucraino. Fino alla fine dell'anno, la divisione partecipò ai combattimenti nella regione di Nikolaev e liberò molte cittadine; per i risultati raggiunti in questo periodo le venne assegnato anche l'Ordine di Suvorov di II grado.
Nel marzo 1944 la 35ª Divisione delle guardie partecipò, insieme alle altre divisioni della 8ª Armata delle guardie, alla grande offensiva di primavera che, nonostante le difficoltà climatiche del disgelo, permise all'Armata Rossa di raggiungere il confine con la Romania; la divisione contribuì alla liberazione di molte cittadine e villaggi e soprattutto raggiunse il 29 marzo 1944 il fiume Bug meridionale e prese parte alla liberazione della grande città di Odessa. Per il valore dimostrato in questa nuova serie di combattimenti la divisione ricevette l'Ordine di Bogdan Chmel'nyc'kyj di II grado.
Fino al giugno 1944, la 35ª delle guardie rimase in azione sulla linea del Dnestr prima di essere trasferita con l'8ª Armata delle guardie, al 1° Fronte bielorusso per la prevista offensiva dell'estate. Dopo il crollo del Gruppo d'armate Centro tedesco, il 1° Fronte bielorusso avanzò verso la Polonia e la divisione entrò a Kovel', attraversò il Bug occidentale e raggiunse il territorio polacco. Nel gennaio del 1945, l'8ª Armata delle guardie, compresa la 35ª Divisione delle guardie, costituì l'elemento di punta della grande operazione Vistola-Oder sferrata dall'Armata Rossa in direzione della Germania; la divisione si distinse anche in quest'ultimo ciclo di operazioni e i suoi tre reggimenti ricevettero denominazioni onorifiche legate alle loro più importanti vittorie. I reparti della divisione infatti entrarono in Germania, conquistarono Küstrin e parteciparono alla battaglia finale di Berlino; dopo aver superato le forti difese tedesche sulle alture di Seelow, l'8ª Armata delle guardie penetrò nella capitale nemica da sud-ovest e la 35ª Divisione delle guardie terminò la guerra a Berlino; furono i reparti del 102º reggimento che ricevettero per primi gli emissari tedeschi che informarono il comando sovietico della morte di Adolf Hitler e dell'intenzione della guarnigione di arrendersi. L'11 giugno 1945 il 101º reggimento della divisione ricevette la denominazione onorifica "Berlino".
La 35ª divisione fucilieri delle guardie venne ufficialmente sciolta nel 1947.

## Ordine di battaglia
- 100º reggimento fucilieri delle guardie "Poznan"
- 101º reggimento fucilieri delle guardie "Berlino"
- 102º reggimento fucilieri delle guardie "Pomerania"
- 118º reggimento artiglieria delle guardie "Pomerania"
- 37º battaglione autonomo anticarro delle guardie
- 39º battaglione autonomo artiglieria antiaerea delle guardie (fino al 20 aprile 1943)
- 34º distaccamento autonomo da ricognizione
- 43º distaccamento autonomo mitraglieri delle guardie (fino al 12 agosto 1942)
- 38º battaglione autonomo genieri delle guardie
- 151º battaglione autonomo comunicazioni delle guardie
- 502º battaglione sanitario
- 33º distaccamento autonomo protezione chimica delle guardie
- 593º reparto trasporti
- 625º reparto vettovagliamento campale
- 624º ospedale divisionale veterinario
- 2190ª sezione posta campale

## Comandanti
- Maggior generale Vasilij Andrejevič Glažkov : agosto-settembre 1942
- Colonnello Vasilij Pavlovič Dubjanskij : settembre-novembre 1942
- Colonnello Fëdor Afanasëvič Ostašenko : novembre-dicembre 1942
- Colonnello Ivan Yakovlevič Kalugin : dicembre 1942-dicembre 1944
- Colonnello Nikolaj Petrovič Grigorëv : dicembre 1944-gennaio 1945
- Colonnello Gregorij Smolin : febbraio-maggio 1945

## Decorazioni
Alcuni soldati della divisione ricevettero decorazioni per atti di valore in guerra:
- Eroe dell'Unione Sovietica
  - 22 (tra cui lo spagnolo Rubén Ibárruri)
- Ordine della Gloria
  - I, II e III Classe: 29